# Carex mithala
Carex mithala là một loài thực vật có hoa trong họ Cói. Loài này được Callier mô tả khoa học đầu tiên năm 1888.